# Spindasis kallimon
Spindasis kallimon är en fjärilsart som beskrevs av Druce 1905. Spindasis kallimon ingår i släktet Spindasis och familjen juvelvingar. Inga underarter finns listade i Catalogue of Life.